# Vasile Posteucă
Vasile Posteucă (n. 10 septembrie 1912, Stăneștii de Jos, districtul Siret, Austro-Ungaria – d. 21 noiembrie 1972, Chicago, SUA) a fost un legionar și poet român, care a activat mai mult în exil (1941-1972).

## Viața
Orfan de război după tată (1914) și fiu de plugari sărăciți în timpul războiului, a avut o copilărie dificilă.
Și-a făcut studiile secundare ca bursier la liceul din Siret (1924-1931), iar cele de litere la Universitatea din Cernăuți (1931-1936). Aici, elev remarcat al lui Leca Morariu și Ion I. Nistor, el debutează aproape simultan în viața literară și cea politică. Pe plan literar a debutat cu două poeme la revista Junimea Literară din Cernăuți (Director Ion I. Nistor), Anul XXI, Nr. 7-12. Pe plan politic este membru asociației studențești „Arboroasa” (1930-1936) și președintele acesteia (1934-1936); dar și vicepreședinte al "Centrului studențesc" din Cernăuți, dând dovadă de cel mai înfocat românism cu prilejul manifestărilor și congreselor studențești. A organizat primul Congres al Studențimii Bucovinene (1936) și a fost delegat timp de trei ani la Uniunea Studenților.
Colaborează intens la revistele Iconar (directori Mircea Streinul și Liviu Russu), Însemnări Sociologice (Dir. Traian Brăileanu), Răboj, Buna Vestire (director Mihail Manoilescu, căruia îi urmează Dragoș Protopopescu și Toma Vlădescu), Glasul Bucovinei, Convorbiri literare de sub conducerea lui I.I. Torouțiu (1888-1953), Gazeta Gospodarilor (editori George Drumur și C. Topa, Cernăuți), Cuvântul (1940-41, Dir. P.P. Panaitescu).
După lovitura lui Antonescu împotriva Mișcării Legionare din 21-23 ianuarie 1941, devenit indezirabil în țară, Vasile Posteucă se refugiază în exil, unde a cunoscut mai multe stațiuni de popas: Polonia, Germania, Austria, Franța, Canada, Statele Unite.
În Germania a fost internat mai întâi în lagărul Rostock împreună cu ceilalți legionari refugiați, apoi în lagărul de la Buchenwald. În „perioada Rostock”, colaborează masiv la revista Axa (serie nouă), sub conducerea lui Paul Costin Deleanu.
După evenimentele din august 1944, când România este invadată de hoardele bolșevice, Vasile Posteucă se încadrează în Armata Națională constituită de Guvernul Național-Legionar de la Viena la [10 decembrie] 1944, cu gradul de sublocotenent, luând parte activă la luptele de pe Oder împotriva armatelor sovietice. Publică în primul și singurul număr din ediția nouă de la Viena a ziarului Cuvântul (serie nouă, organul informativ al Guvernului Național-Legionar).
În Franța a studiat la Sorbona (1949). În Canada, la Toronto, a obținut titlul de Master of Arts în 1953, iar în 1962 titlul de Doctor în Litere cu o dizertație despre Rilke (Inner experience in Rilke's work), iar din noiembrie 1966 a devenit profesor universitar la Universitatea din Mankato, Minneapolis.
Începând cu anul 1948, colaborează la revistele: Luceafărul (Dir. Mircea Eliade), Paris; Dacia (editori Dumitru Paulescu, Ion Țolescu, I.G. Dimitriu, Mihăilescu), Brazilia; Înșir’te Mărgărite (Directori: I.G. Dimitriu și Faust Brădescu), Brazilia; Cetatea Luminii (Dir. Dumitru Paulescu), Brazilia; Arc (Montreal, Canada); Cuvântul în exil (Dir. George Racoveanu), Freising, Germania; Vers (Dir. Nicolae Novac), USA; Revista Scriitorilor Români (Dir. Octavian Bârlea, apoi Constantin Sporea), München, Germania; Libertatea, Madrid, Spania; Calendarul ziarului America și America (Dir. P. Lucaci) ș.a.
A înființat și a condus, împreună cu Nicolae Petra, revista iconaristă Drum (1963-1972, Mexico).
S-a stins din viață în anul 1972, în urma unei boli neiertătoare.

## Opera
- Emanoil Grigorovitza (teză de licență), Cernăuți, 1936
- Cântece fără Țară (1938). Volum rămas în manuscris; interzisă publicarea din ordinul prim-ministrului Armand Călinescu, pentru unele aluzii la adresa regelui Carol al II-lea
- Bandiții (roman politic în manuscris). Volumul I al manuscrisului cuprinzând perioada 1938-1940, din cauza evenimentelor care s-au precipitat în ianuarie 1941, a rămas în țară, fără putința de a se intra în posesia lui; volumul II scris la Rostock, 1942, nepublicat deocamdată, se găsește la Madrid
- Poezii (dedicate Bucovinei, apărute într-un volum din Convorbiri literare), ianuarie 1941
- Poeme fără Țară, Madrid, 1963
- Carte de cântece românești, 1954
- Icoane de dor, 1954 (parte a volumului Cântece fără Țară)
- Cântece din fluier (versuri), Cleveland, 1960
- Inner experience in Rilke’s work (teză de doctorat, Toronto, 1962)
- Catapeteasma bucovineană (lucrarea lui poetică cea mai amplă, cu schițe de Nicolae Petra), Mexico, 1962
- Poeme Ghivizii, Mexico, 1962
- În marea și-n mormintele din noi, Madrid, 1967
- De la Noi - de Leca Morariu (povești populare). Ediție reeditată de V. Posteucă. Colecția Drum, 1970
- Băiatul drumului (manuscris de roman autobiografic neterminat). Fragmente din acest roman autobiografic au apărut însă în Calendarul America și, mai mult, în ziarul Libertatea din New York, între anii 1985-1987. Romanul a fost publicat de Ion Filipciuc la editura sa, Biblioteca "Miorița", din Câmpu-Lung (Bucovina) în 2005.
- Poeme din închisori (ediție îngrijită). Colecția Drum, Madrid, 1970
- Desgroparea Căpitanului, Editura Mișcării Legionare, Madrid, 1977 (ediție îngrijită de Alexandru Ronnetti).